# 吉祥寺東町
吉祥寺東町（きちじょうじひがしちょう）は、東京都武蔵野市の町名。現行行政地名は吉祥寺東町一丁目から吉祥寺東町四丁目。郵便番号は180-0002（武蔵野郵便局管区）。面積は0.92km2。

## 地理

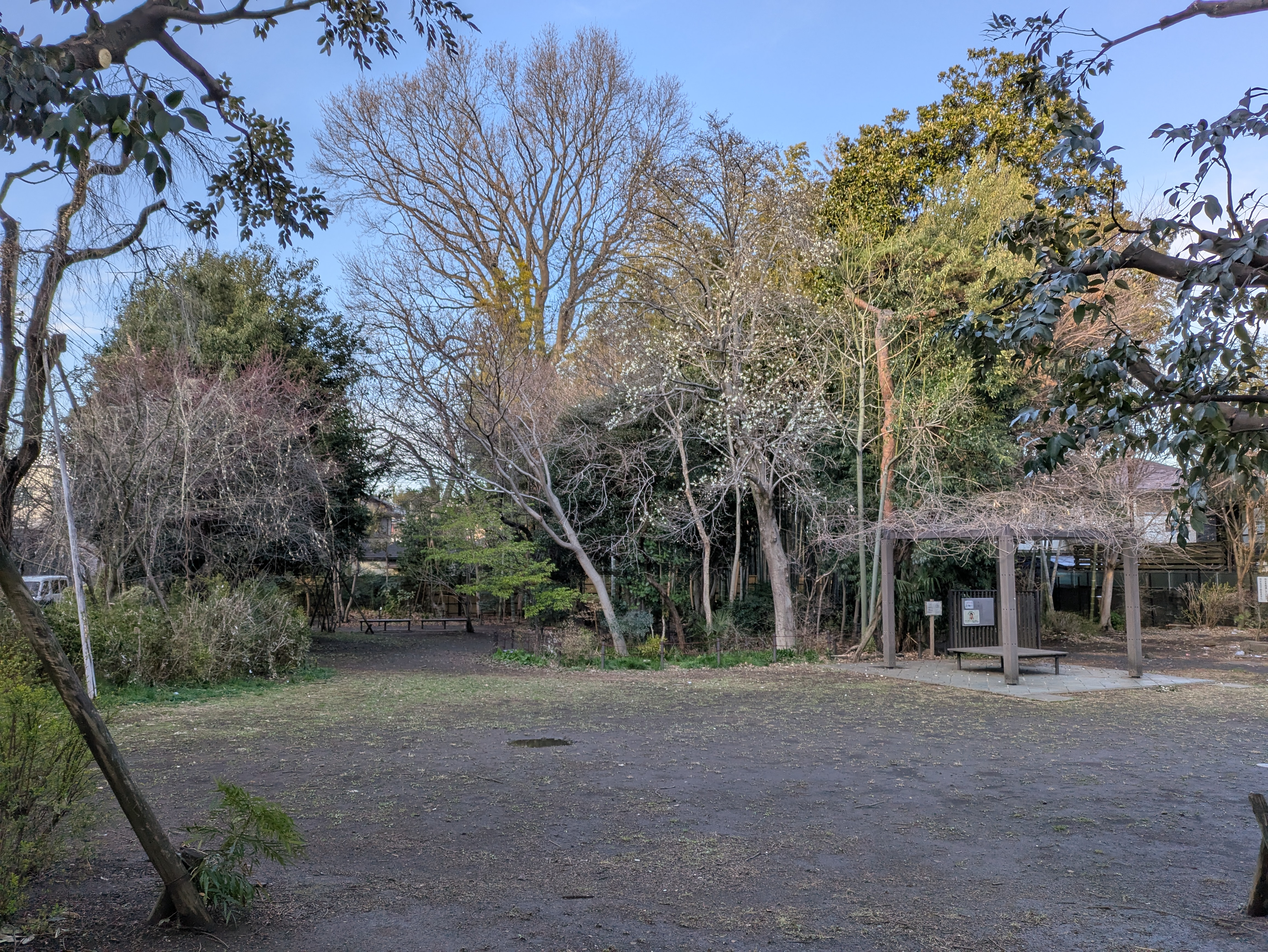
武蔵野市吉祥寺の杜　宮本小路公園

武蔵野市の東部に位置する。西は東京都道113号杉並武蔵野線・東京都道116号関町吉祥寺線（合わせて吉祥寺通り）を挟んで吉祥寺北町、南西は東京都道7号杉並あきる野線（五日市街道）を挟んで吉祥寺本町、南は中央本線を挟んで吉祥寺南町、東は杉並区西荻北・松庵、北は杉並区善福寺・練馬区立野町に隣接する。

### 地価
住宅地の地価は2017年（平成29年）1月1日の公示地価によれば吉祥寺東町2-24-32の地点で55万6000円/m2となっている。

## 歴史
- 1962年（昭和37年）4月1日 - 武蔵野市内の町名整理が行われ、大字吉祥寺が吉祥寺北町・吉祥寺東町・吉祥寺本町・吉祥寺南町・御殿山・中町に分割される[6]。
- 1963年（昭和38年）5月1日 - 住居表示実施[6]。

## 世帯数と人口
2018年（平成30年）1月1日現在の世帯数と人口は以下の通りである。
| 丁目             | 世帯数    | 人口     |
| ---------------- | --------- | -------- |
| 吉祥寺東町一丁目 | 1,857世帯 | 3,030人  |
| 吉祥寺東町二丁目 | 2,513世帯 | 4,630人  |
| 吉祥寺東町三丁目 | 1,806世帯 | 3,631人  |
| 吉祥寺東町四丁目 | 822世帯   | 1,596人  |
| 計               | 6,998世帯 | 12,887人 |

## 小・中学校の学区
市立小・中学校に通う場合、学区は以下の通りとなる
| 丁目             | 街区    | 小学校               | 中学校               |
| ---------------- | ------- | -------------------- | -------------------- |
| 吉祥寺東町一丁目 | 7〜25番 | 武蔵野市立本宿小学校 | 武蔵野市立第三中学校 |
| 吉祥寺東町一丁目 | その他  | 武蔵野市立第四小学校 | 武蔵野市立第三中学校 |
| 吉祥寺東町二丁目 | 1〜21番 | 武蔵野市立第四小学校 | 武蔵野市立第三中学校 |
| 吉祥寺東町二丁目 | その他  | 武蔵野市立本宿小学校 | 武蔵野市立第三中学校 |
| 吉祥寺東町三丁目 | 全域    | 武蔵野市立本宿小学校 | 武蔵野市立第三中学校 |
| 吉祥寺東町四丁目 | 全域    | 武蔵野市立本宿小学校 | 武蔵野市立第三中学校 |

## 交通

### 鉄道
| 隣接する街区の駅                                                             |
| ---------------------------------------------------------------------------- |
| JR中央線 JR中央・総武線各駅停車 京王井の頭線 - 吉祥寺駅(JC 11)(JB 02)(IN 17) |

### バス
- 関東バス五日市街道営業所 …が、周囲の路線を運行している。

※街区北側から、隣接する立野町に存在する、関東バス青梅街道営業所の南善福寺バス停も利用可能。

### 道路

#### 東西方向
- 東京都道7号杉並あきる野線（五日市街道）
- 東京都道113号杉並武蔵野線（女子大通り）

#### 南北方向
- 東京外環自動車道（建設中）
- 東京都道113号杉並武蔵野線（吉祥寺通り）
- 東京都道116号関町吉祥寺線（吉祥寺通り）
- 西十一小路
- 十一小路
- 東十一小路
- 宮本小路
- 法政通り
- 稲荷通り

## 施設

### 吉祥寺東町一丁目
- 武蔵野八幡宮
- 安養寺
- 武蔵野市立第三中学校

### 吉祥寺東町二丁目
- 東京電力吉祥寺変電所

### 吉祥寺東町三丁目
- 吉祥寺東町郵便局
- 武蔵野美術学園

### 吉祥寺東町四丁目
- 吉祥女子中学校・高等学校
- 武蔵野市立本宿小学校

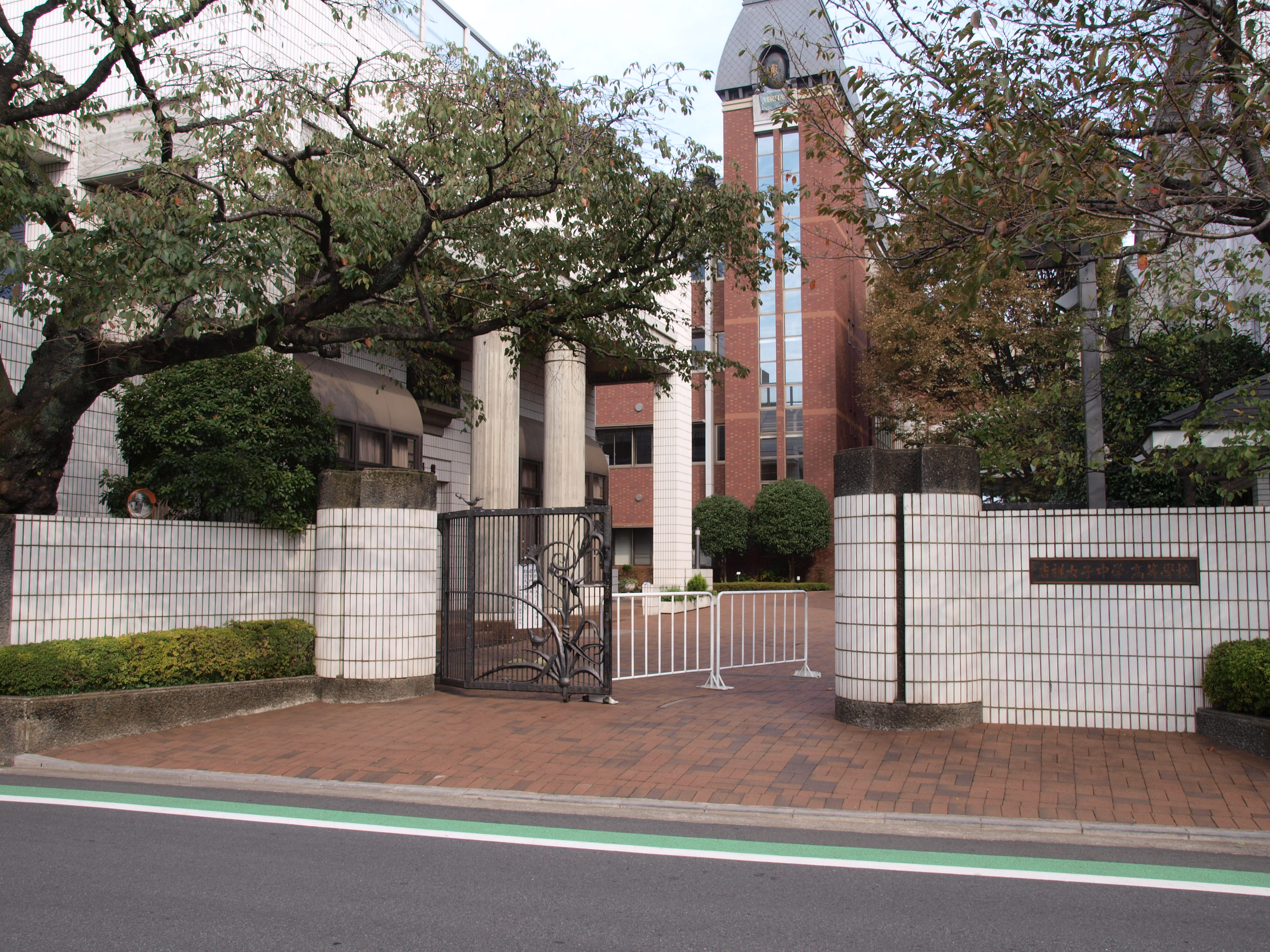
吉祥女子中・高
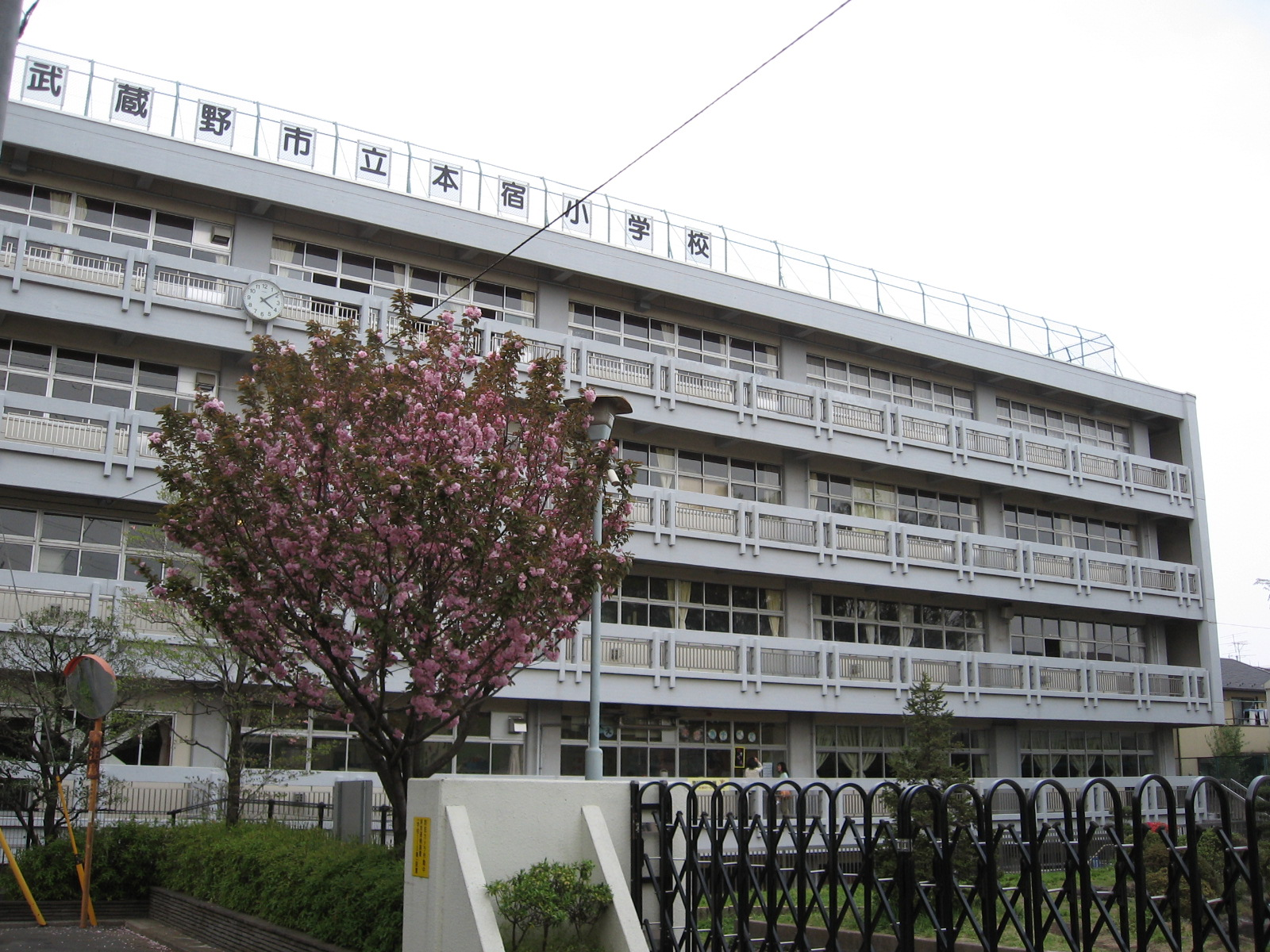
本宿小学校

## 出身・ゆかりのある人物
- 小美濃安弘（武蔵野市長） - 東町に在住[8]。
- 中村高一（弁護士、衆議院副議長） - 1955年、息子の代で吉祥寺本町に法律事務所を開設（1960年に事務所は吉祥寺東町に移転）。